# Журавлиха (Ивантеевский район)
Журавлиха — село в Ивантеевском районе Саратовской области, в составе сельского поселения Ивановское муниципальное образование.
Население - 5 (2010)

## История
Основано в 1767 году раскольниками. Помимо старообрядцев в Журавлихе также обосновались православные крестьяне-переселенцы, старанием которых в 1799 году была построена холодная деревянная церковь во имя Святой Живоначальной Троицы.
Казённое село Журавлиха упоминается в Списке населённых мест Российской империи по сведениям за 1859 год. Село находилось по просёлочному тракту из города Николаевска в Самару и относилось к Николаевскому уезду Самарской губернии. В селе проживали 844 мужчины и 1011 женщин. В Списке населённых мест Самарской губернии по сведениям за 1889 год упоминается как село Журавлёво (оно же Журавлиха). Согласно Списку село относилось к Ивановской волости Николаевского уезда Самарской губернии. В селе проживало 2304 жителя. Земельный надел составлял 6866 десятин удобной и 1746 десятин неудобной земли. В селе имелись церковь и 18 ветряных мельниц. Согласно переписи 1897 года в Жиравлихе проживало 2156 человек, из них: православных - 1020, старообрядцев (приемлющие австрийское священство, беспоповцы и беглопоповцы) - 1136
Согласно Списку населённых мест Самарской губернии 1910 года село населяли бывшие государственные крестьяне, русские, православные и старообрядцы, 1208 мужчин и 1263 женщины, в селе имелись церковь, церковно-приходская школа, 11 ветряных и 1 водяная мельница, по субботам устраивались базары.
В 1918 году была организована новая Журавлихинская волость. В 1918 году село было занято отрядом белочехов до 1,5 тысяч штыков с артиллерией, воевавшим на этом направлении с чапаевскими дивизиями. Военное положение накаляло обстановку в селе, весной 1919 года вспыхнул антисоветский бунт, в ходе которого было сожжено здание волисполкома. Симпатизировавшие советам крестьяне к 1920 году объединились в коммуны "Журавлихинская" (7 хозяйств, 42 человека) и "Чапаевская" (6 хозяйств, 37 человек). В январе 1921 года в Журавлихе произошло новое антисоветское восстание, жертвами которого пали пять местных партийных работников и один милиционер. 8 марта того же года через село с боем прошла банда Попова (Вакулина), которая, понеся большие потери, отступила частью на Горелый Гай, а другой частью – на юго-восток. Погибшие в этом сражении красные партизаны были похоронены в братской могиле.

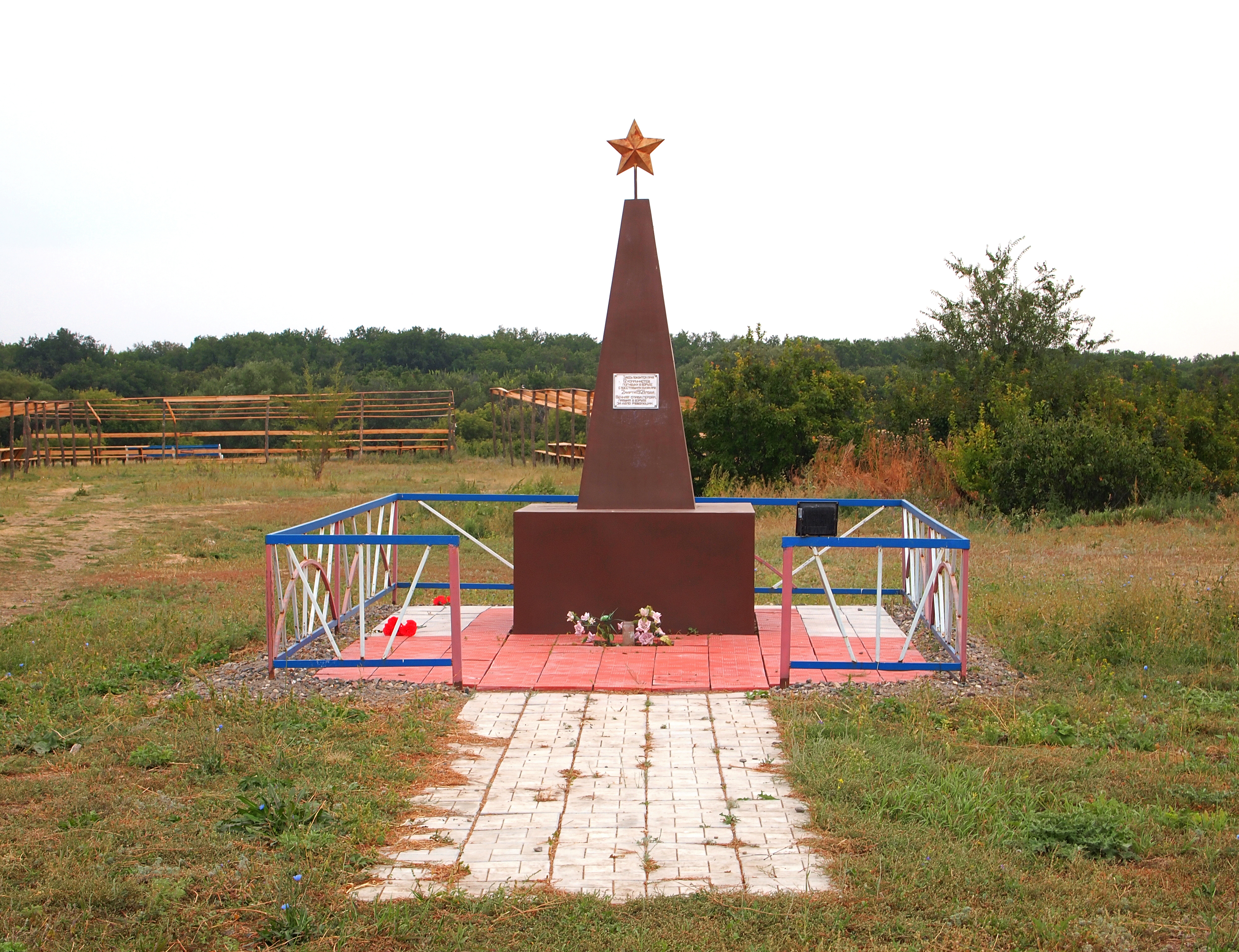
Журавлиха — Памятник погибшим коммунистам

В 1923 году Журавлихинская волость была расформирована, и село вернулось в состав Ивановской волости. Вместо церковно-приходской школы в Журавлихе открылась школа 1-й ступени. В период коллективизации были организованы колхозы имени Ленина, имени Молотова и имени Ворошилова. Православная и старообрядческая церкви были закрыты и впоследствии разрушены.

## Физико-географическая характеристика
Село находится в Заволжье, на правом берегу реки Большой Иргиз. Высота центра населённого пункта - 31 метр над уровнем моря. Почвы: в пойме Большого Иргиза - пойменные нейтральные и слабокислые, на прилегающей территории - чернозёмы южные.
Село расположено примерно в 25 км в юго-восточном направлении от районного центра села Ивантеевка. Село огибает железнодорожная линия Пугачёвск – Красногвардеец Приволжской железной дороги. По автомобильным дорогам расстояние до районного центра составляет 31 км, до областного центра города Саратов - 300 км, до Самары - 170 км. 

## Население
Динамика численности населения по годам:
| Годы      | 1859 | 1889 | 1897 | 1910 | 1918 | 2002 |
| --------- | ---- | ---- | ---- | ---- | ---- | ---- |
| Население | 1855 | 2304 | 2156 | 2471 | 3045 | 16   |

| 2010 |
| ---- |
| 5    |

Национальный состав
Согласно результатам переписи 2002 года 100 % населения составляли русские.